# Und
Und (chorvatsky Unda, německy Undten) je vesnice v okrese Sopron, v maďarské župě Győr-Moson-Sopron. V lednu 2015 zde žilo 335 obyvatel, z čehož je zhruba 60 % Chorvatů.

## Poloha, popis
Vesnice se rozkládá na rovině v blízkosti hranice s Rakouskem. Obcí prochází silnice 8626. Nadmořská výška území je okolo 200 m. Rozloha území je 6,79 km².
Sousedními obcemi jsou na severu a východě Sopronhorpács, na jihu a na západě Zsira.